# Томас Гейден Черч
Томас Гейден Черч (англ. Thomas Haden Church; нар. 17 червня 1960, Вудленд, Каліфорнія, США) — американський кіноактор.

## Кар'єра
Перед тим як стати кіноактором, Томас Гейден Черч працював ведучим на радіо і робив закадрові переклади.

## Вибіркова фільмографія
| Рік       |    | Українська назва                | Оригінальна назва                      | Роль                                                 |
| --------- | -- | ------------------------------- | -------------------------------------- | ---------------------------------------------------- |
| 1989      | с  | Будьмо                          | Cheers                                 | агент Стоун (Епізод: "Death Takes a Holiday on Ice") |
| 1990—1995 | с  | Крила                           | Wings                                  | Лоуелл Мазер (123 епізоди)                           |
| 1993      | ф  | Тумстоун                        | Tombstone                              | Біллі Клентон                                        |
| 1995      | ф  | Байки зі склепу: Демон ночі     | Demon Knight                           | Роач                                                 |
| 1997      | ф  | Джордж із джунглів              | George of the Jungle                   | Лайл ван де Ґрут                                     |
| 1997      | ф  | Побачення на одну ніч           | One Night Stand                        | Дон                                                  |
| 1998      | ф  |                                 | Susan's Plan                           | доктор Кріс                                          |
| 1998      | ф  |                                 | Free Money                             | Ларрі                                                |
| 1999      | ф  |                                 | Goosed                                 | Стівен Трой                                          |
| 2000      | ф  |                                 | The Specials                           | Строб                                                |
| 2001      | ф  | 3000 миль до Грейсленда         | 3000 Miles to Graceland                | Квіглі                                               |
| 2002      | ф  | Штат самотньої зірки            | Lone Star State of Mind                | Кіллер                                               |
| 2003      | ф  | Джордж з джунглів 2             | George of the Jungle 2                 | Лайл ван де Ґрут                                     |
| 2004      | ф  | На узбіччі                      | Sideways                               | Джек Коул                                            |
| 2006      | мф | Лісова братія                   | Over the Hedge                         | Двейн Лафонтант (голос)                              |
| 2006      | ф  | Ідіократія                      | Idiocracy                              | генеральний директор Brawndo                         |
| 2006      | ф  | Павутиння Шарлотти              | Charlotte’s Web                        | Дуейн (голос)                                        |
| 2007      | ф  | Людина-павук 3                  | Spider-Man 3                           | Флінт Марко / Піщана людина                          |
| 2008      | ф  | Розумники                       | Smart People                           | Чак Везерголд                                        |
| 2009      | ф  | Уяви собі                       | Imagine That                           | Джонні Уайтфедер                                     |
| 2009      | ф  | Прибульці на горищі             | Aliens in the Attic                    | Тазер (голос)                                        |
| 2009      | ф  | Все про Стіва                   | All About Steve                        | Гартман Г'юз                                         |
| 2010      | ф  | Легковажна Я                    | Easy A                                 | містер Гріффіт                                       |
| 2011      | ф  | Кілер Джо                       | Killer Joe                             | Ансель Сміт                                          |
| 2011      | ф  | Родичі                          | Another Happy Day                      | Пол                                                  |
| 2011      | ф  | Ми купили зоопарк               | We Bought a Zoo                        | Дункан Мі                                            |
| 2012      | ф  | Джон Картер: між двох світів    | John Carter                            | Таль Хаджус                                          |
| 2015      | ф  | Макс                            | Max                                    | Рей Вінкотт                                          |
| 2015      | ф  | Хто в домі тато                 | Daddy's Home                           | Лео                                                  |
| 2016—2019 | с  | Розлучення                      | Divorce                                | Роберт Дюфресні (24 епізоди)                         |
| 2019      | ф  | Арахісовий сокіл                | The Peanut Butter Falcon               | Клінт                                                |
| 2019      | ф  | Хеллбой                         | Hellboy                                | Лобстер Джонсон                                      |
| 2020      | ф  |                                 | The 24th                               | полковник Нортон                                     |
| 2021      | ф  | Людина-павук: Додому шляху нема | Spider-Man: No Way Home                | Флінт Марко / Піщана людина                          |
| 2022      | ф  |                                 | Acidman                                | Ллойд                                                |
| 2023      | с  | Поплавлений метал               | Twisted Metal                          | агент Стоун (10 епізодів)                            |
| 2024      | ф  | Горизонт: Американська сага     | Horizon: An American Saga              |                                                      |
| 2025      | ф  | Ножі наголо 3                   | Wake Up Dead Man. A Knives Out Mystery |                                                      |